# Film interactif
Le film interactif est un genre de jeu vidéo, sous-genre du jeu d'aventure, dans lequel le jeu est essentiellement composé de scènes cinématiques et de scripts. Il est souvent réalisé en full motion video de prises de vue réelles ou de séquences animées, on parle alors de jeux en FMV. Les scènes peuvent être jouées par de vrais acteurs, parfois par le biais de capture de mouvement.

## Historique

### Apparition
Le premier film interactif est Kinoautomat (1967) réalisé par Radúz Činčera (en). Il est présenté à l'Exposition universelle de 1967 à Montréal. Un animateur se présentait régulièrement sur scène pour proposer les choix aux spectateurs. Une fois le choix fait par le public, la bobine correspondante était lancée.

### Les jeux en FMV
En 1983 sort le jeu Dragon's Lair, dont les séquences animées en full motion video réalisées par Don Bluth, rencontre un grand succès malgré sa difficulté (liée au manque d'indication à l'écran sur les actions à entreprendre). Il ouvre la voie à la production d'autres jeux FMV.
Les fichiers vidéo étant lourds, c'est avec la démocratisation du CD-ROM comme stockage de jeux vidéo à la fin des années 1980 que les jeux en FMV sont diffusés sur PC et consoles, tout d'abord sur le Mega-CD sur lequel le genre est beaucoup représenté. Le genre acquiert une mauvaise réputation à cause de productions de faible qualité laissant peu de place à la profondeur du gameplay,. Leur budget de production est néanmoins coûteux, Night Trap a par exemple été produit pour 1,5 million de dollars et Sewer Shark pour 3 millions de dollars.
Les jeux en FMV se développent sur PC à partir de 1993 grâce à la baisse de prix des lecteurs de CD-ROM et à l'augmentation des performances des machines. On peut par exemple citer Lost in Time, Star Wars: Rebel Assault, The 7th Guest Gabriel Knight: The Beast Within ou Under a Killing Moon. L'apparition des consoles 3D et des cartes graphiques 3D au milieu des années 1990 rend les jeux en FMV moins attrayants. Des consoles qui ont misé sur ce type de jeux comme la CD-i ou la 3DO sont des échecs commerciaux cuisants.

### Les DVD interactifs
Les jeux sur DVD (parfois appelés DVDi pour « DVD interactif ») sont des jeux pouvant être joués grâce à un lecteur DVD. On peut citer le jeu de société Scene It?, les petits jeux présents sur les DVD de films pour enfants (comme la série de films Harry Potter par exemple) ou Lara Croft Tomb Raider: The Action Adventure (un film interactif offert avec le jeu vidéo Tomb Raider : L'Ange des ténèbres). De nombreuses visual novels et eroges sont également portés depuis le PC sur DVD interactifs.

## Critique
Le game designer Chris Crawford dénigre le concept de film interactif, à part ceux destinés aux enfants étudiant en classes primaires, dans son livre Chris Crawford on Game Design. Il écrit que le joueur qui choisit un chemin à un point d'embranchement dans un film interactif est moins récompensé que le joueur qui fait des choix dans un jeu conventionnel, du fait du nombre limité d'embranchements disponibles.

## Autres usages
Certains studios ont hybridé film interactif et autres types de gameplays. C'est le cas par exemple d'Origin Systems avec sa série Wing Commander à partir du troisième épisode Wing Commander III : Cœur de tigre.
D'autres jeux des années 1990 se réclamaient du film interactif comme BioForge par exemple parce qu'ils proposaient un scénario développé et étaient riches en mise en scène même si, en termes de gameplays, il n'avait pas à voir. Le terme reste ambigu depuis que de nombreux jeux vidéo suivent une trame narrative de manière similaire à ce que les films proposent.
Netflix propose en 2018 Black Mirror: Bandersnatch, un film interactif troublant la frontière entre studio de jeu vidéo et studio de production télévisuelle. En 2022, ils diffusent Chapardeur!, un dessin animé interactif inspiré de Tex Avery.

## Les films interactifs à l'ère d'Internet
Après que les annotations soient apparues sur YouTube en 2018, Chad, Matt et Rob ont créé une série de cinq aventures interactives où les annotations ont été utilisées pour raconter des histoires interactives en permettant à un téléspectateur de déterminer la narration. La série comporte «The time machine», «The murder», «The Birthday Party», «The teleporter» et «The treasure hunt». Les annotations ont été supprimées sur YouTube en 2019 et cela a rendu impossible l'interaction avec un grand nombre de ces vidéos,.
Dans les années 2010, les services de streaming comme «Netflix» deviennent vite populaires et sophistiqués. En 2016, «Netflix» essaie de créer les versions interactives pour les enfants, y compris la serie d’animation «Le Chat potté» et une version adapté de «Telltale» «Minecraft: Story Mode». Le premier grand film interactif sur «Netflix» avec les actions en ligne était «Black Mirror: Bandersnatch», un film de la série d’anthologie «Black Mirror» sortie en décembre 2018,. En 2022, un nouveau film de court métrage connu sous le nom «Chapardeur» est sortie sur «Netflix», c’est un dessin animé interactif où le spectateur joue le rôle du chat – cambrioleur qui s’appelle Rowdy. Il essaie de voler une œuvre d'art de valeur exposée dans un musée, protégé par le gardien de sécurité canin du musée nommé «Peanut» et le spectateur doit répondre aux bonnes questions pour que l'histoire progresse.
Parmi les exemples des jeux vidéo modernes, nous pouvons noter les suivants : série de jeux Telltale Games(Telltale the walking dead, Telltale Wolf among us, Telltale Batman, ...), Fahrenheit, Heavy Rain, Beyond: Two Souls, Detroit: Become Human, Hidden Agenda, Until Dawn et The Dark Pictures Anthology